# Strada statale 426 di Polla
La ex strada statale 426 di Polla (SS 426), ora strada regionale 426 Polla-Sant'Arsenio-San Pietro-Innesto SS 166 (per San Rufo) (SR 426), è una strada regionale italiana che scorre nel Vallo di Diano.

## Percorso
La strada ha inizio distaccandosi dalla ex strada statale 19 delle Calabrie nel quartiere San Pietro di Polla. Dopo poche centinaia di metri supera il fiume Tanagro, raggiungendo il centro del comune dal quale esce in direzione sud, risalendo il percorso del fiume stesso.
Attraversa Sant'Arsenio e San Pietro al Tanagro. Si riavvicina quindi al tracciato del fiume, innestandosi sulla strada statale 166 degli Alburni.
In seguito al decreto legislativo n. 112 del 1998, dal 17 ottobre 2001 la gestione è passata dall'ANAS alla Regione Campania, che nella stessa data ha ulteriormente devoluto le competenze alla Provincia di Salerno.